# Ipswich Town F.C.
Ipswich Town F.C. engleski je nogometni klub iz Ipswicha, Suffolka. Trenutačno se natječe u Championshipu.

## Klupski uspjesi

### Domaći uspjesi
Englesko prvenstvo/FA Premier liga:
- Prvak (1): 1961./62.

### Europski uspjesi
Kup UEFA:
- Prvak (1): 1980./81.

## Vanjske poveznice
- Službena stranica